# Rouslan Khomtchak
Rouslan Boryssovytch Khomtchak (en ukrainien : Русла́н Бори́сович Хомча́к) est le commandant militaire des forces armées ukrainiennes, lieutenant général depuis 2013, participant à la guerre du Donbass.

## Biographie
Il est nommé conscrit d'artillerie dans l'armée soviétique en 1985 et sert à Kaliningrad. Plus tard, il rejoint l'école des officiers et est engagé dans l'infanterie mécanisée soviétique en 1988. De 2005 à 2007, il commande la 72e brigade mécanisée (Ukraine).
Le 21 mai 2019, le président ukrainien Volodymyr Zelensky nomme Rouslan Khomtchak chef d'état-major général et Commandant en chef des forces armées ukrainiennes jusqu'au 27 juillet 2021, date à laquelle il est remplacé par Valeri Zaloujny.